# 振华电子
中国振华电子集团有限公司（英文：China Zhenhua Electronics Group Co.,Ltd.，简称：中国振华电子集团、中国振华），是中国电子信息产业集团有限公司和贵州省国资委控股的国有企业，公司主营业务为电子元器件、电子材料、整机及系统、现代服务业等。
子集团
2017年，公司以78.45亿元营业收入位列“2017贵州企业100强”第30位。

## 历史
上世纪60年代中期国家“三线”083基地不断发展而来的。初期称为“贵州省第四机械工业局”和“电子工业部贵州管理局”，之后一直沿用083基地名称。
1984年由在黔的25户电子企事业单位组建成“中国振华电子工业公司”；
1991年经国务院批准，更名为“中国振华电子集团公司”
；1996年整体下放给贵州省人民政府管理；

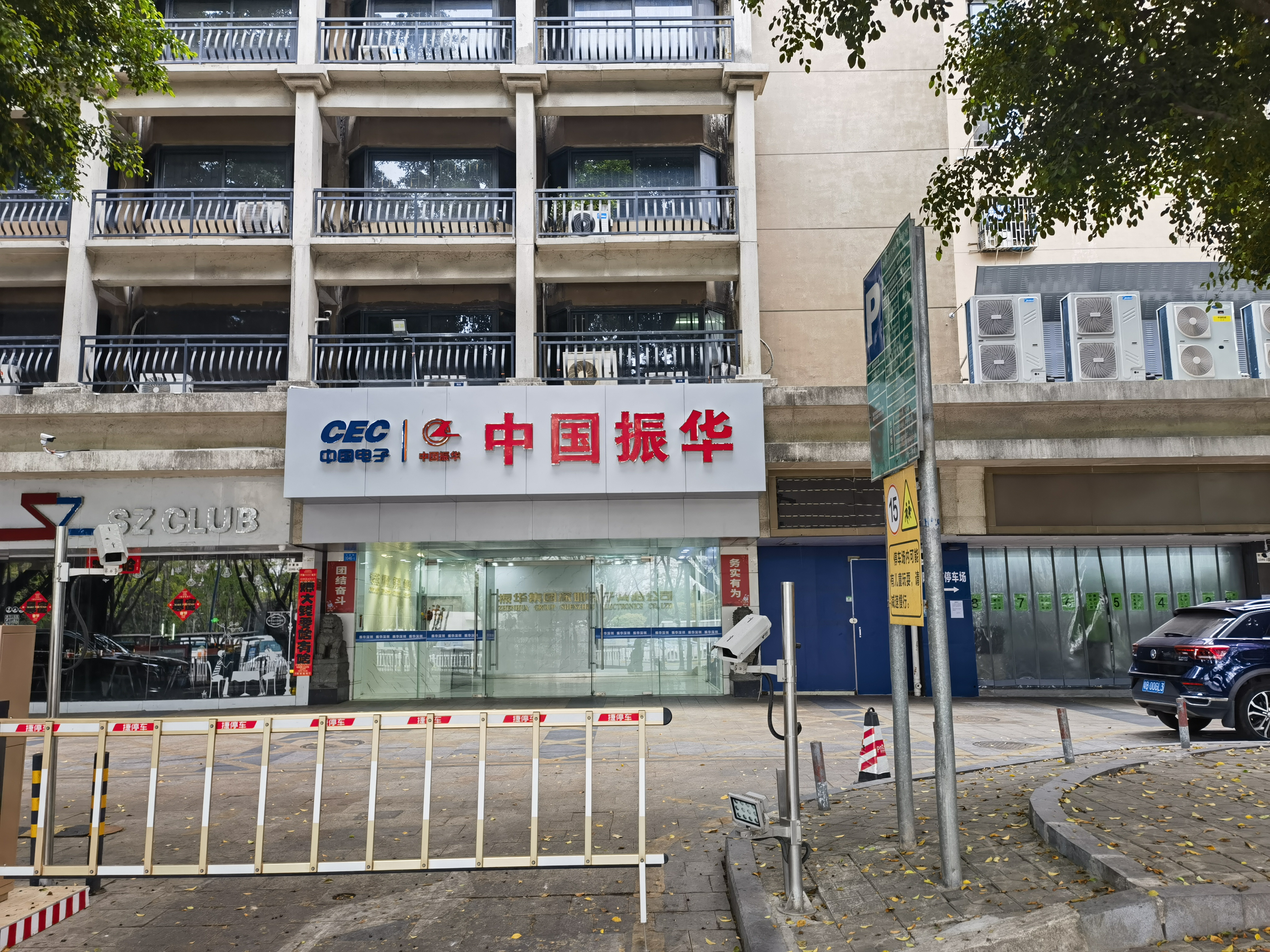
中国振华深圳公司

1997年组建了中国振华（集团）科技股份有限公司并成功上市；
1999年经贵州省人民政府批准，改制为“中国振华电子集团有限公司”。
2007年经国务院批准，完成了整体债转股工作，股权由贵州省国资委和华融、信达、长城、东方四家资产管理公司共同持有，为规范管理，贵州省国资委成立了“贵州振华电子国有资产经营有限公司”(简称振华国资公司)，将其持有的中国振华股权全部划转至振华国资公司。
2010年2月，中国电子信息产业集团公司通过增资和无偿划转股权方式获得振华国资公司51%的股份。
2010年5月，振华国资公司正式更名为“贵州中电振华信息产业有限公司”。
2014年8月，中国振华完成吸收合并贵州中电振华信息产业有限公司。